# Gymnothorax castaneus

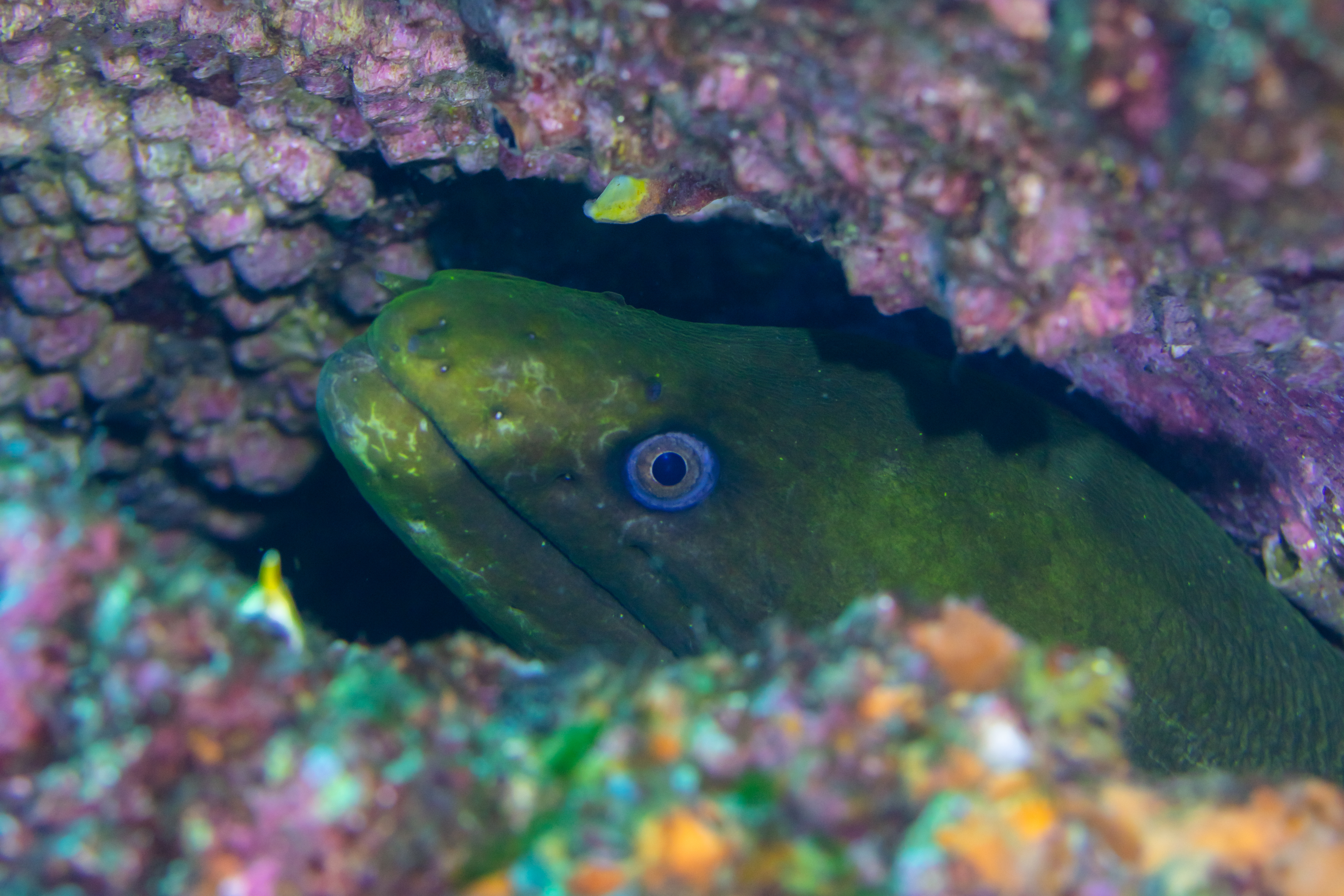
Detalle de la cabeza.

Gymnothorax castaneus es una especie de pez de la familia de los morénidas en el orden de los Anguilliformes.

## Morfología
Los machos pueden llegar a alcanzar los 150 cm de longitud total.

## Distribución geográfica
Se encuentra desde California hasta Chile, incluyendo las Islas Galápagos.